# CodePlex
CodePlex war eine öffentliche Softwareentwicklungsplattform der Firma Microsoft für quelloffene Programme jeglicher Art. Sie unterstützte teambasiertes Arbeiten durch ein Wiki-System und Versionsverwaltung basierend auf Team Foundation Server, konnte aber auch mit Subversion, Mercurial oder Git verwendet werden. Hinzu kamen Diskussions-Foren, Bug-Tracker, die Möglichkeit, Projekte mit Schlagwörtern zu versehen (Tagging), RSS-Unterstützung, Statistiken etc. Einige der unterstützten Lizenzen waren keine Open-Source- bzw. Freie-Software-Lizenzen (nach den Definitionen der FSF und der OSI).
Die erste Beta-Version wurde im Mai 2006 online gestellt, die offizielle Endversion erschien einen Monat später. Bis zum 21. Dezember 2008 wurden insgesamt 7.058 Projekte registriert.
Obwohl Codeplex eine große Bandbreite von Projekten umfasste, konzentrierte sich die Mehrheit auf die Themengebiete des .NET Framework, zu dem insbesondere ASP.NET und SharePoint zählten. Zu den bekanntesten und am meisten verbreiteten Projekten, die in CodePlex entstanden sind, zählt das AJAX Control Toolkit, das aus einer gemeinschaftlichen Entwicklung zwischen Microsoft und der Community hervorgegangen ist.
Codeplex wurde am 15. Dezember 2017 vollständig eingestellt.